# Šaltuona
Šaltuona je řeka v Litvě, v Žemaitsku, levý přítok řeky Šešuvis. Pramení ve vsi Žemygala, 7 km na jihovýchod od okresního města Raseiniai, nedaleko řeky Dubysa. Zpočátku teče na jihozápad, při soutoku s řekou Beržtupis protéká rybníkem u obce Anulynas, po soutoku s řekou Apusinas se stáčí na západ. Do Šešuvisu se vlévá 37 km od jeho ústí do řeky Jūra. Údolí řeky je úzké: 100 - 200 m, výška pobřežního svahu je v horním toku 5 - 6 m, v dolním toku 13 - 17 m. Šířka koryta při ústí je 18 m. Průměrný spád je 113 cm/km. Rychlost toku je 0,3 – 0,5 m/s.

## Přítoky
- Levé:

| Hydrologické pořadí | Řeka             | Délka (km) | Povodí (km²) | Vzdálenost od ústí (km) | Ústí kde  | Koordináty ústí |
| ------------------- | ---------------- | ---------- | ------------ | ----------------------- | --------- | --------------- |
| 16010832            | Beržtupis        | 5,2        | 10,0         | 66,5                    |           |                 |
| 16010833            | Kerupė           | 9,6        | 11,4         | 65,1                    |           |                 |
| 16010834            | Rudupis          | 1,8        | 2,2          | 62,3                    |           |                 |
| 16010837            | Apusinas         | 9,5        | 16,7         | 58,2                    |           |                 |
| 16010839            | Leiškonių upelis | 5,0        | 7,8          | 54,2                    |           |                 |
| 16010841            | Šilupė           | 4,4        | 4,0          | 53,7                    |           |                 |
| 16010843            | Dūrupis          | 4,8        | 4,9          | 48,7                    |           |                 |
| 16010858            | Pacekluonis      | 5,5        | 7,6          | 39,6                    |           |                 |
| 16010861            | Bebirva          | 34,2       | 140,7        | 29,9                    | Lapgiriai |                 |
| 16010883            | Trunda           | 3,2        | 4,3          | 19,5                    |           |                 |
| 16010887            | Pelkupis         | 4,8        | 6,3          | 12,1                    |           |                 |
| 16010891            | Sargupis         | 2,2        | 9,9          | 6,1                     |           |                 |

- Pravé:

| Hydrologické pořadí | Řeka       | Délka (km) | Povodí (km²) | Vzdálenost od ústí (km) | Ústí kde | Koordináty ústí |
| ------------------- | ---------- | ---------- | ------------ | ----------------------- | -------- | --------------- |
| 16010831            | Š-2        | 3,5        | 3,9          | 67,1                    |          |                 |
| 16010835            | Prabauda   | 17,2       | 42,4         | 59,6                    |          |                 |
| 16010842            | Kalnupis   | 6,3        | 10,0         | 49,9                    |          |                 |
| 16010844            | Kalnupis   | 13,2       | 19,3         | 44,0                    |          |                 |
| 16010846            | Šlyna      | 28,6       | 93,6         | 41,4                    |          |                 |
| 16010859            | Kalupis    | 4,0        | 4,0          | 34,0                    |          |                 |
| 16010881            | Viščiova   | 10,7       | 26,2         | 21,0                    |          |                 |
| 16010884            | Akmena     | 8,4        | 14,4         | 18,2                    |          |                 |
| 16010885            | Eržvilkai  | 6,1        | 8,2          | 15,1                    |          |                 |
| 16010888            | Viržuona   | 6,0        | 6,1          | 9,3                     |          |                 |
| 16010889            | Velbė      | 3,9        | 5,4          | 8,4                     |          |                 |
| 16010892            | Labaukštas | 9,4        | 22,9         | 4,2                     |          |                 |

## Obce při řece
Girdvainiai, Anulynas, Biliūnai, Kalnujai, Pagojis, Dobrastis, Pašaltuonys III, Trakiniai, Paišlynys, Žvirblaukys, Žukaičiai, Gabšiškiai, Eidukiškiai, Pocaičiai, Eržvilkas, Būtaičiai, Pašaltuonys, Užvarniai

## Komunikace, vedoucí přes řeku
stará "Žemaitská magistrála" č. 196 Kryžkalnis - Kaunas, dálnice A1 Klaipėda - Vilnius, cesta Kalnujai - Griaužai, silnice č. 146.svg Raseiniai - // - Pauliai - T křižovatka se silnicí č. 141 Jurbarkas - Kaunas, most Pašaltuonys III - Trakiniai, cesta Paišlynys - Pabebirvys, cesta Paupys - Vadžgirys, cesta Plekiai - Žukaičiai - Butkaičiai, silnice Eržvilkas - // - Butkaičiai - Vadžgirys, silnice č. 198 Skaudvilė - Eržvilkas - // - Jurbarkas, cesta Pašaltuonys - Gaurė

## Další objekty při řece
- dvaro sodyba, litevské usedlosti:
  - Biliūnų dvaro sodyba
  - Lapgirių dvaro sodyba
- piliakalnis, litevská hradiště:
  - Eržvilko piliakalnis